# Phreatoicoides gracilis
Phreatoicoides gracilis är en kräftdjursart som beskrevs av Sayce1900. Phreatoicoides gracilis ingår i släktet Phreatoicoides och familjen Hypsimetopidae. Inga underarter finns listade i Catalogue of Life.